# Firlus
Firlus – wieś w Polsce położona w województwie kujawsko–pomorskim, w powiecie chełmińskim w gminie Papowo Biskupie. Wieś zajmuje powierzchnię 363,05 ha.

## Podział administracyjny
| SIMC    | Nazwa   | Rodzaj    |
| ------- | ------- | --------- |
| 1028503 | Sarnowo | część wsi |

W latach 1939–1945 położona była w okręgu Rzeszy Gdańsk-Prusy Zachodnie, w rejencji bydgoskiej (Regierungsbezirk Bromberg), w powiecie Chełmno (Kreis Kulm).
W latach 1954–1961 wieś należała i była siedzibą władz gromady Firlus, po jej zniesieniu w gromadzie Papowo Biskupie. W latach 1975–1998 miejscowość administracyjnie należała do województwa toruńskiego.

## Demografia
Według Narodowego Spisu Powszechnego (III 2011 r.) wieś liczyła 232 mieszkańców. Jest dziesiątą co do wielkości miejscowością gminy Papowo Biskupie.

## Historia

### Prehistoria
Pierwsze ślady osadnictwa na terenach Firlusa pochodzą z neolitu.

### Średniowiecze
Pierwsze informacje w źródłach pisanych pochodzą z 1411 roku. W dokumentach i kronikach występowała pod nazwami: Fedelhusen (1411 r.), Firlusz (1525 r.), Ferliusz (1531 r.), Firluz (1570 r.), Firlus (1647 r.) i Fyrluss (lata 1796–1802). Nazwa Federlhusen tłumaczy się jako w przenośni podobny do skrzypiec zwężający się u góry kawałek gruntu. W średniowieczu w czasach krzyżackich znajdował się folwark podlegający wójtowi w Lipienku. W roku 1419 Herman Huyser otrzymał folwark z rąk Michała Kuchmeistera. W 1466 roku wieś należała do starostwa w Lipienku. W 1525 roku król Zygmunt Stary nadał Franciszkowi Estkenowi z Torunia folwark. W 1531 roku Stanisław Kostka nabył dobra w Firlusie. W 1570 roku folwark wrócił do własności królewskich.

### Nowożytność
Podczas potopu szwedzkiego wieś wraz z folwarkiem zostały spalone. Około 1720 roku chłopi rozparcelowali folwark.

### Czasy rozbiorów
Po I rozbiorze Polski Firlus trafił do Prus. W 1773 roku odbył się pierwszy spis ludności. Wieś liczyła 67 mieszkańców (m.in. sołtysa Marcina Jazowskiego, Michała Sarneckiego, robotników folwarczanych Marcina Gusowskiego oraz Andrzeja Modleńskiego). W 1868 roku miejscowość obejmowała powierzchnię 1033 mórg. Firlus w tym czasie miał 33 budynki (15 mieszkalnych). W 1868 roku wieś zamieszkiwało 137 mieszkańców (87 katolików i 50 ewangelików).

### Współczesność
W latach 1939 – 1942 dotychczasową nazwą wsi było Firlus, lecz po przeprowadzonej zamianie nazw miejscowości w Okręgu Rzeszy Gdańsk–Prusy Zachodnie, w latach 1942 – 1945 nazywała się Fedelhausen.
W 1993 roku Firlus podłączono do wodociągów. W 2000 roku rozpoczęto remont dróg w miejscowości. W 2005 roku wyremontowano drogę w Firlusie. W 2006 roku wyremontowano świetlicę wiejską oraz wyremontowano drogę Firlus–Żygląd. W 2008 roku wyremontowano drogi Dubielno–Firlus i Niemczyk–Firlus. W 2009 roku wybudowano plac zabaw i sieć kanalizacyjną ciśnieniową. W 2010 roku wybudowano kanalizację sanitarną w miejscowości oraz wyposażono świetlicę. W 2011 roku wybudowano kanalizację Niemczyk–Firlus. W 2012 roku utwardzono plac przy świetlicy wiejskiej. W 2013 roku w Firlusie było zarejestrowanych sześć podmiotów gospodarczych.